# Abborrtjärnen (Ådals-Lidens socken, Ångermanland, 703447-154555)
Abborrtjärnen är en sjö i Sollefteå kommun i Ångermanland och ingår i Ångermanälvens huvudavrinningsområde.